# Xã Pleasant, Quận Coffey, Kansas
Xã Pleasant (tiếng Anh: Pleasant Township) là một xã thuộc quận Coffey, tiểu bang Kansas, Hoa Kỳ. Năm 2010, dân số của xã này là 254 người.